# Peder Wøldike (skolman)
Peder Wøldike, född den 15 maj 1741 i Köpenhamn, död den 23 november 1811, var en dansk skolman. Han var son till Marcus Wøldike. 
Efter privatundervisning i hemmet blev han student 1756 och började studera teologi, men bytte senare ut detta fack med filologi. Åren 1763–1777 var han hörare vid Frue Latinskole. År 1765 tog han magistergraden och 1777 blev han utan ansökan utnämnd till rektor vid Slagelse lärdomsskola, som den gången var i upplösningstillstånd. Under loppet av några få år lyckades han genom en strängt genomförd disciplin höja skolan till rang med de främsta i landet. Upprepade gånger fick han både från regeringen och från universitetet erkännanden för hur han hade arbetat upp skolan. Från 1785 nämns han bland de rektorer, vars betänkande skulle inhämtas av Kommissionen for de lærde Skolers Forbedring. År 1788 fick han professors rang. Hans grundliga undervisning i  klassiska språk är omvittnad, men särskilt framhävs inövandet av verskonsten. Undervisningen i verskonst omfattade även modersmålet och fick betydelse för hans lärjungar Jens Baggesen, Christian Hviid Bredahl och Jens Møller. När han dog var skolan åter på väg att förfalla. Hans få skolprogram innehåller en Clavis till Epiktetos. Han var ogift.